# ويليام رافائيل
ويليام رافائيل هو رسام كندي، ولد في 22 أغسطس 1833 في بروسيا، وتوفي في 15 مارس 1914 في مونتريال في كندا.